# Mariano Lino Cornejo
Mariano Lino Cornejo fue un abogado y político peruano. 
En 1865, fue secretario general del gobierno que se formó en medio de la Guerra civil peruana de 1865 luego de la revuelta iniciada en Arequipa por el entonces prefecto de ese departamento, Mariano Ignacio Prado contra el gobierno de Juan Antonio Pezet y que lo llevó a ocupar, por primera vez, el cargo de Presidente del Perú. Entre 1866 y 1867 fue encargado de negocios del Perú en Bolivia.
Fue elegido diputado suplente por la entonces provincia cusqueña de Cotabambas entre 1872 y 1876 durante el gobierno de Manuel Pardo.
En función de la creación del departamento de Apurímac en 1873, desde 1874 fue considerado diputado por el departamento de Apurímac. Fue reelecto en 1876 durante el gobierno de Mariano Ignacio Prado cuando esta provincia ya formaba parte del recién creado Departamento de Apurímac y en 1879 durante el gobierno de Nicolás de Piérola y la guerra con Chile. En 1901 fue elegido diputado suplente por la provincia de San Martín que aún entonces pertenecía al departamento de Loreto durante la República Aristocrática y reelecto en 1907.
Durante esta última gestión, fue detenido y procesado por participar en la Sublevación del 29 de mayo de 1909 contra el presidente Augusto B. Leguía.